# 南緯5度線
南緯5度線（なんい5どせん）は、地球の赤道面より南に地理緯度にして5度の角度を成す緯線。大西洋、アフリカ、インド洋、東南アジア、オーストララシア、太平洋、南アメリカを通過する。
この緯度の下では、夏至点時の可照時間は12時間25分であり、冬至点時の可照時間は11時間50分である。

## 通過する地域一覧
南緯5度線は、本初子午線から東に向かって以下の場所を通っている。
| 地理座標                                             | 国土・領土・領海   | 備考 |
| ---------------------------------------------------- | ------------------ | --- |
| 南緯5度0分 東経0度0分 / 南緯5.000度 東経0.000度      | 大西洋             | |
| 南緯5度0分 東経11度59分 / 南緯5.000度 東経11.983度   | コンゴ共和国       | 約7km |
| 南緯5度0分 東経12度2分 / 南緯5.000度 東経12.033度    | アンゴラ           | カビンダ 包領 |
| 南緯5度0分 東経12度38分 / 南緯5.000度 東経12.633度   | コンゴ民主共和国   | |
| 南緯5度0分 東経29度7分 / 南緯5.000度 東経29.117度    | タンガニーカ湖     | |
| 南緯5度0分 東経29度46分 / 南緯5.000度 東経29.767度   | タンザニア         | |
| 南緯5度0分 東経39度8分 / 南緯5.000度 東経39.133度    | インド洋           | ペンバ海峡 |
| 南緯5度0分 東経39度40分 / 南緯5.000度 東経39.667度   | タンザニア         | ペンバ島 |
| 南緯5度0分 東経39度52分 / 南緯5.000度 東経39.867度   | インド洋           | アミランテ諸島（ セーシェル）を通過。 マヘ島（ セーシェル）のちょうど南を通過。 ペロス・バンホス環礁（ イギリス領インド洋地域）のちょうど北を通過。 |
| 南緯5度0分 東経103度45分 / 南緯5.000度 東経103.750度 | インドネシア       | スマトラ島 |
| 南緯5度0分 東経105度52分 / 南緯5.000度 東経105.867度 | ジャワ海           | インドネシア近海の数多の小島を通過。 |
| 南緯5度0分 東経119度28分 / 南緯5.000度 東経119.467度 | インドネシア       | スラウェシ島 |
| 南緯5度0分 東経120度18分 / 南緯5.000度 東経120.300度 | バンダ海           | ボネ湾 - カバエナ島（ インドネシア）のちょうど北を通過。 |
| 南緯5度0分 東経122度23分 / 南緯5.000度 東経122.383度 | インドネシア       | ムナ島及びブトゥン島 |
| 南緯5度0分 東経122度57分 / 南緯5.000度 東経122.950度 | バンダ海           | インドネシア近海の数多の小島を通過。 |
| 南緯5度0分 東経137度15分 / 南緯5.000度 東経137.250度 | インドネシア       | ニューギニア島 |
| 南緯5度0分 東経141度0分 / 南緯5.000度 東経141.000度  | パプアニューギニア | ニューギニア島 |
| 南緯5度0分 東経145度47分 / 南緯5.000度 東経145.783度 | 太平洋             | ビスマルク海 - パプアニューギニア近海の数多の小島を通過。 |
| 南緯5度0分 東経151度15分 / 南緯5.000度 東経151.250度 | パプアニューギニア | ニューブリテン島 |
| 南緯5度0分 東経151度57分 / 南緯5.000度 東経151.950度 | 太平洋             | ソロモン海 - ニューアイルランド島（ パプアニューギニア）のちょうど南を通過。 - ブカ島（ パプアニューギニア）のちょうど南を通過。 名前のない海域 - オントン・ジャワ環礁（ ソロモン諸島）のちょうど北を通過。 - ニクマロロ環礁（ キリバス）のちょうど南を通過。 |
| 南緯5度0分 西経81度4分 / 南緯5.000度 西経81.067度    | ペルー             | |
| 南緯5度0分 西経79度3分 / 南緯5.000度 西経79.050度    | エクアドル         | 国の最南端の地点を約4kmに渡って通過。 |
| 南緯5度0分 西経79度0分 / 南緯5.000度 西経79.000度    | ペルー             | |
| 南緯5度0分 西経72度35分 / 南緯5.000度 西経72.583度   | ブラジル           | アマゾナス州 パラー州 マラニョン州 ピアウイ州 セアラー州 リオグランデ・ド・ノルテ州 |
| 南緯5度0分 西経36度50分 / 南緯5.000度 西経36.833度   | 大西洋             | |